# No le busques tres piernas al alcalde
No le busques tres piernas al alcalde es una obra de teatro escrita por Pedro Mario Herrero y estrenada en 1975.

## Argumento
La obra narra la historia de un alcalde que busca promocionarse como diputado. Aunque el alcalde se presenta como una persona de moral intachable, en realidad es alguien poco confiable: tiene relaciones íntimas con la mayoría de las mujeres del pueblo, juega partidas de póker en las que incluso llega a apostar la alcaldía y se involucra en tremendas borracheras. En una de estas situaciones, pierde su pierna ortopédica. Desafortunadamente, esto ocurre el mismo día en que un inspector llega para evaluar sus aptitudes como diputado. Desde su silla de ruedas, deberá controlar todo para evitar su propia desgracia, lo que dará lugar a situaciones cómicas y enredos.

## Estreno
- Teatro Alcazar, Madrid, 3 de octubre de 1975.
  - Dirección: Antonio Garisa.
  - Escenografía: Emilio Burgos.
  - Intérpretes: Antonio Garisa, Pedro Valentín, Maribel Hidalgo, Luis Rico, Sebastian Junyent, Carmen Lozano.